# Kent Group
Kent Group är en nationalpark  gjord av en ögrupp, Kent Group, i Bass sund, Tasmanien, Australien med en landareal på 23,74 km². Den består av sex öar och är Tasmaniens nordligaste nationalpark.

## Vegetation
Vegetationen är typisk för öarna i östra delen av Bass sund och domineras av gröen, Allocasuarina verticillata, Eucalyptus nitida och Myoporum insulare.

## Fauna
Kent Group är en viktig fortplantningsplats för australisk pälssäl framförallt eftersom området är skyddat från öppet hav när kutarna är unga och sårbara. På öarna finns även dykpetreller, ljushövdad valfågel, kortstjärtad lira, sotstrandskata, skarvar och tärnor.